# Богомил Янев
Богомил Георгиев Янев е български офицер, генерал-майор от МВР.

## Биография
Роден е на 8 август 1947 г. в благоевградското село Тешово. През 2000 г. се пенсионира като директор на РПУ-Гоце Делчев. След това отново се връща в системата на МВР. На 27 юни 2003 г. е удостоен със звание генерал-майор от МВР. До декември 2005 г. е директор на РДВР-Благоевград. Подава оставка след като негови подчинени са обвинени в пребиване до смърт на Ангел Димитров-Чората. След това е началник на сигурността на „Булгартабак Холдинг“.
Генерал Богомил Янев е потомък на сподвижници и ятаци на ВМОРО от село Тешово, Неврокопско. Той е дългогодишен ръководител на Областната дирекция на Министерство на вътрешните работи в Благоевград. Голяма част от библиотеката си е дарил на читалище „Просвета‘‘ гр. Гоце Делчев. Обича да чете криминални и исторически четива. Дългогодишен председател на ловно-рибарско дружество „Сокол‘‘ гр. Гоце Делчев. В къщата на техния род е родено и кръстено дете – Автономка. Кръстник става самия Яне Сандански придружен от Лазар Кунгалов (който го следвал навсякъде) и още комити. За домакините е било голяма чест, за такова нещо не може да се откаже на войводата.